# 船越町
船越町（ふなこしちょう）はかつて広島県安芸郡に存在した町である。
1975年3月20日に安芸郡矢野町とともに広島市に編入されて消滅した。ちなみに安芸郡船越・矢野両町の編入は広島市の政令指定都市昇格（1980年4月1日）前最後の合併でもあった。現在は、政令指定都市になったことで全域安芸区になっている。
船越の云われは、近代デジタルライブラリ「神武天皇聖蹟誌」を参照の事。

## 沿革
- 1889年4月1日 - 町村制施行。船越町域には安芸郡船越村が存在した。
- 1928年11月1日 - 船越村が町制施行して船越町になる。
- 1975年3月20日 - 安芸郡矢野町とともに広島市に編入される。

### 近隣市町村との関係
隣接する海田町とは、明治年間初頭に瀬野川の改修工事や鴻治新田の境界争いなど対立が生じていた 一方、経済的な密接さから大正年間には両町合同の商工会の結成されたほか、1939年（昭和14年）には両町合併への機運が高まるなど密接な関係にあった。1955年（昭和30年）には安芸郡九ケ町村での合併が模索されるも決裂。その後、農協の合併や消防組合の結成を通じて安芸郡内の結びつきが高まったが、最終的には矢野町とともに広島市への編入を選択している。

## 経済

### 産業
農業
『大日本篤農家名鑑』によれば、船越村の篤農家は「山内豊三郎、白倉義哉、上田榮太郎」などがいた。
店・企業
- JSW日本製鋼所広島製作所 - 南部（現在の安芸区船越南）にある。戦後まもなく間では日本製鋼所に従事する人々が多く住み、合併前は県内でも一番小さな町で人口密度も県下一番の町だった。
- ロイヤルコーポレーション - 現在の安芸区船越南に所在。自動車学校などを運営する企業。広島クレーン学校が1975年、ロイヤルドライビングスクール広島校が広島市合併後の1985年開校。
- 広島日野自動車 - 1945年（昭和20年）11月に新日本自動車として創業。その後1959年（昭和34年）12月に広島市南区松川町、 1985年（昭和60年）11月安芸郡坂町に移転後、 2018年（平成30年）4月に再び安芸区船越に移転[5]。

商工業
- 檜山袖四郎（土木）[6]

市場
- 広島市中央卸売市場東部市場 - 広島市合併直前の1974年開場。

## 地理
- 船越峠 - 安芸郡府中町との旧街道の境に位置し、新垰（しんたお）と云う。旧峠は人一人が通れるぐらいの道であり、現船越峠の南に位置し戦後の宅地造成で面影は無い。
- 祠（ほこら） - 旧街道沿いの山側に沿って、10箇所あまりの祠がある。これは、旧海岸線だと言われている。

隣接していた地区
- 北側 - 安芸郡府中町（現在の柳ヶ丘など）。
- 東側 - 安芸郡海田町窪町。
- 南側 - 安芸郡海田町明神町。
- 西側 - 広島市（現在の南区）堀越、月見町及び安芸郡府中町青崎東。

河川
- 瀬野川
- 花都川 - 岩滝山から流れ出るなだらかな流れと、隣町の海田市の日浦山からの急な流れが合流している。流れに時間差があって、その昔、大雨の後は船越側からの澱んだ水が海田市側に逆流をして、よくトラブルとなっていたと言う。
- 的場川

## 名所・旧跡
- 岩滝神社
- 新宮古墳 - 岩滝山南麓のゆるやかな斜面上、元の船越町役場の東側に位置する。この古墳は6世紀中頃のもので、翡翠製勾玉付首飾が出土し、古墳の規模、構造などの点から海田湾周辺の同時期の古墳の中でも傑出している。その昔、この古墳のすぐそばまで遠浅の海が迫っており、海に勢力をもった豪族と考えられる。

## 大字
合併を経験せず、単独村政→単独町政を続けた末に広島市に編入されたため編成されていない。

## 地名
- 花都（はなと） - 船越町の東側に位置し、江戸時代に一番華やかな土地。
- 竹浦 - 岩滝山の東の裾野に位置する。
- 引地 - 岩滝山の南側に位置し、江戸時代に旧街道からの海岸から現山陽本線までを干拓。
- 荷場（にば） - 現船越郵便局を中心とした位置。江戸時代には船着場があって、この名前が付けられた。
- 西 - 岩滝山の西側の裾野に位置。
- 東古谷（ひがしこや） - 岩滝山の南西に延びる峰（古谷と云い的場川が流れている）の東側、荷場の西側に位置する。
- 西古谷（にしこや） - 古谷の西に位置し、戦前までは水はけの悪い土地であった。
- 松石新開（含む 鴻治新田） - 現山陽本線の南側に位置し、戦前に干拓された新しい地名。戦後まもなくまではブドウ畑であり、前述の日本製鋼所の社宅や中国からの引き上げ寮があった。

## 交通（1975年3月19日当時のデータ）

### 鉄道
国鉄山陽本線と国鉄山陽新幹線（町内は全区間府中トンネルになっていて明かり区間はない）が通っているが、駅などの施設はない。海田市駅（安芸郡海田町）が基本的には最寄り駅であった。呉線も同時に通っており、町の中程で山陽本線と人工のトンネルで交差している。全線電化以前はオープンな客車であったため車両から乗り出した乗客がトンネルに当っての死亡事故が多かった。

### 道路
町内に主要地方道は通っていない。
国道
- 国道2号（新広島バイパス）

一般県道
- 広島県道151号府中海田線
- 広島県道164号広島海田線 - 国道2号旧道。
- 広島県道274号瀬野船越線

## 教育（1975年3月19日当時のデータ）
小学校
- 船越町立船越小学校（現：広島市立船越小学校）[7][8][9]
  - 明治6年 - 安芸郡内の矢野小学校に続き、船越小学校（旧海田小学校）を創設。
  - 明治19年 - 安芸小学校と校名変更。
  - 明治20年 - 海田高等小学校と校名変更（船越村へ移転）。
  - 明治21年 - 鼓浦高等小学校・鼓浦尋常小学校と校名変更。
  - 明治24年 - 船越尋常小学校開校。
  - 明治32年 - 鼓浦第一高等小学校と校名変更。
  - 明治43年 - 船越尋常高等小学校と校名変更（船越海田組合立）。
  - 昭和16年 - 船越国民学校と校名変更。
  - 昭和22年 - 船越小学校と校名変更。
  - 昭和50年 - 広島市立船越小学校と改称。

中学校
- 船越町立船越中学校（現：広島市立船越中学校）
  - 昭和22年 - 海田、船越、矢野組合立鼓浦中学校設立申請 5月1日認可。海田旧海軍第11空廠跡を仮校舎として、授業開始。組合立中学校より分離して船越町立船越中学校を設立し、船越小学校において開校式並びに入学式を行う。
  - 昭和50年 - 船越町、広島市合併に伴い広島市立船越中学校と改名。
  - 昭和53年 - 現在地に、新築移転。

1965年から1973年まで、広島電機大学附属高等学校の女子部が町内に有り、その後船越町役場→安芸区役所本庁に転用。2019年時点で安芸区役所別庁として使われている。

## 合併後の状況：船越 (広島市)
ここでは、旧船越町の領域を便宜上、船越 (広島市)と置く。
- 広島市への編入後、旧船越町の領域は、町名が船越町、船越一丁目～船越六丁目、船越南一丁目～船越南五丁目となっている。郵便番号は、736-0081[11]（船越町、船越一〜六丁目）736-0082[12]（船越南一〜五丁目）。
- 広島市立安芸区図書館が2001年に開館し、前述の広島日野自動車の本社が2018年に安芸郡坂町から移転した。一方JRバス中国の海田市営業所が1998年に廃止された。
- その他のことは安芸区も参照。

## 備考
- 元々、3つの豪族（花都の三沢、引地の澤井、西の百田）があった。特に引地の澤井は多くの平地を有していたが、平地ゆえに戦後の農地改革で急激に衰退した。
- 町の花として、たれゆえそう【誰故草】があるが、昔から周辺町村に多く自生しており地元町民はあまり興味を示していない。

## 出身・ゆかりのある人物
- 檜山袖四郎（広島県議会議長、広島カープ代表取締役）
- 檜山俊宏（広島県議会議長）
- 角川博（歌手、タレント）